# Andreas Rickenbacher (Maler)

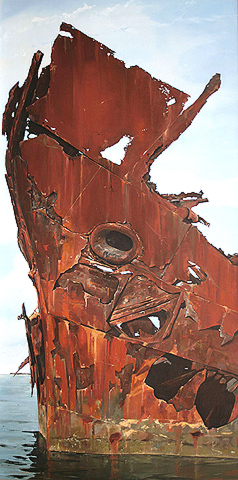
Das Vermächtnis. Öl auf Leinwand, 2009, 200 × 100 cm

Andreas Rickenbacher (* 4. April 1959 in Sissach, Kanton Basel-Landschaft)
ist ein Schweizer Kunstmaler und Grafiker.

## Leben

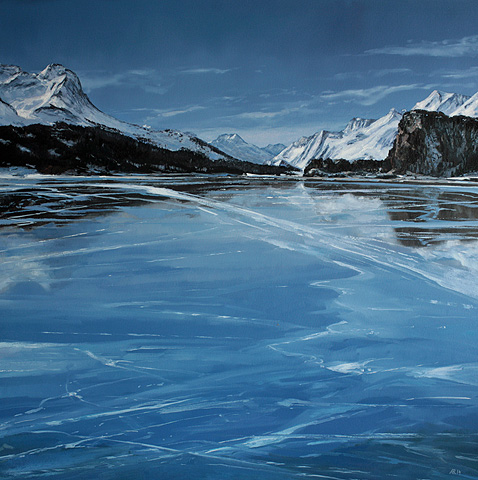
Eis auf dem Silvaplanasee. Öl auf Leinwand, 2014, 100 × 100 cm

Andreas Rickenbacher wurde am 4. April 1959 in Sissach, Kanton Basel-Landschaft geboren, wo er auch aufwuchs. Zuerst erlernte er den Beruf des Schlossers. Seine Begeisterung für die Malerei nahm 1985 ihren Anfang. Damals galt sein Interesse vor allem den Surrealisten Salvador Dalí und René Magritte. Ihre traum- und rätselhaften Motive, verbunden mit der präzisen Art der Umsetzung, inspirierten ihn und er begann, Kurse an der Schule für Gestaltung in Basel zu besuchen. Bei seinem damaligen Lehrer Peter Stettler erlernte er das genaue Beobachten der Figur und deren präzise zeichnerische Umsetzung. Dies leitete bei Rickenbacher den Wechsel hin zur realistischen Malerei ein. Von großem Einfluss in diesem Sinne war auch die Begegnung mit dem Basler Kunstmaler Jürg Kreienbühl. Die geistige Verwandtschaft mit ihm wird am deutlichsten bei den Schiffsbildern von Andreas Rickenbacher ersichtlich. Ein weiteres zentrales Motiv in Rickenbachers Malerei sind die Berge. Auf seinen Wanderungen skizziert und aquarelliert er die Formationen und Bergseen oder hält die Szenen in Fotografien fest, um sie dann im Atelier auf die Leinwand zu transportieren. Das dritte Thema sind die Stillleben. Diese arrangiert Andreas Rickenbacher in seinem Atelier als detailreiche Kompositionen von Alltagsgegenständen, banalen kleinen Dingen wie Schachteln, Gläsern, Büchern und immer wieder auch Tierschädeln, in bewusster Anlehnung an die Vanitas-Symbolik der klassischen Stilllebenmalerei des 17.–19. Jahrhunderts.
Das Thema der Vergänglichkeit erscheint auch in Rickenbachers Radierungen, welche in ihrem Aufbau und ihrer Technik an Stillleben und Schwarzweiss-Fotografien erinnern.
Rickenbachers Werke sind in Sammlungen im In- und Ausland vertreten und werden in Schweizer Auktionshäusern (wie z. B. Sotheby’s Zürich) versteigert.
Andreas Rickenbacher ist Mitglied von Visarte (Berufsverband der visuell schaffenden Künstlerinnen und Künstler der Schweiz).
Rickenbacher ist verheiratet und lebt in Binningen bei Basel.

## Werke (Auswahl)
- Das Vermächtnis Öl auf Leinwand, 2009, 200 × 100 cm
- Eis auf dem Silvaplanasee Öl auf Leinwand, 2014, 100 × 100 cm
- Stillleben mit Schreibmaschine und rotem Nashorn Öl auf Leinwand, 2010, 80 × 120 cm
- Stillleben mit Nautilus Öl auf Leinwand, 2021, 90 × 60 cm
- Lightvessel Öl auf Leinwand, 2020, 160 × 160 cm
- Nebelmeer an Eiger, Mönch und Jungfrau Öl auf Leinwand, 2022, 100 × 120 cm

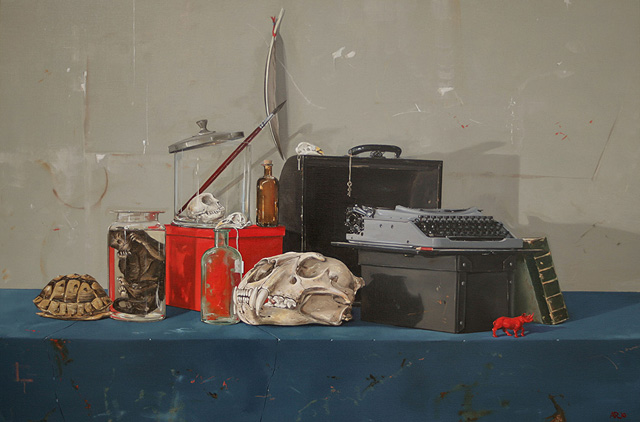
Stillleben mit Schreibmaschine und rotem Nashorn. Öl auf Leinwand, 2010, 80 × 120 cm

## Ausstellungen (Auswahl)
- 1992 Kantonale Basellandschaftliche Kunstausstellung, Münchenstein
- 1996 Kunstausstellung Baselland, Münchenstein
- 1997 Selection 97, Kunsthaus Baselland, Muttenz
- 1999, 2002, 2004 Galerie frontstore, Basel
- 2000 Forum Originaldruckgrafik, Schule für Gestaltung Basel
- 2008, 2010, 2012, 2014, 2018 Daniel Blaise Thorens Fine Art Gallery AG, Basel
- 2012, 2016, 2019, 2021 Galerie Thomas Dutoit, Unterentfelden
- 2016 Silvia Boss Rahmenkunst, Basel
- 2021 Galerie W|O|S, Zürich
- 2021, 2022 Galerie Lilian Andrée, Riehen